# Liou Ťün-ning
Liou Ťün-ning (zjednodušená čínština: 刘军宁; tradiční čínština: 劉軍寧; pchin-jin: Liú Jūnníng; * listopad 1961, An-chuej) je čínský politolog a jeden z nejvýznamnějších liberálních hlasů v čínské akademické sféře. Je znám svými studiemi o moderním evropském klasickém liberalismu i konzervatismu. V současné době je výzkumným pracovníkem Institutu čínské kultury, dceřiné instituci čínského ministerstva kultury.

## Životopis
Liou Ťün-ning absolvoval střední školu Shucheng v roce 1978. V roce 1993 získal doktorát z politologie na Pekingské univerzitě. Byl také výzkumným pracovníkem na Institutu politických věd Čínské akademie sociálních věd a hostujícím vědeckým pracovníkem ve Fairbank Research Center na Harvardově univerzitě. V roce 2001 napsal Liou článek vyzývající k reformě v Číně a byl vyloučen z Čínské akademie sociálních věd a bylo mu zakázáno cestovat do zahraničí.
V roce 2008 podepsal Chartu 08. Kvůli tomu byl jedním ze tří „liberálů“ kritizovaných Komunistickou stranou Číny o rok později. Spolu s ním byli podrobeni kritice scenárista Ša Jie-sin a Sü Jou-jü, výzkumný pracovník Filozofického ústavu Čínské akademie sociálních věd.
Liou stále komentuje politickou situaci v Číně na svém blogu a na sociální síti Weibo.

## Názory
Liou je oponentem takzvaných asijských hodnot, včetně názoru, že by se Asie měla vydat jinou cestou politického vývoje mimo tradici liberální demokracie, považovanou za západní princip. Věří, že liberalismus není jen západní hodnotou, ale měl by být něčím univerzálním. Je také obdivovatelem americké filozofky Ayn Randové. Nepodporuje přímou demokracii a za svůj vzor považuje Jeana-Jacquese Rousseaua.